# بريط أخضر
بريط أخضر (الاسم العلمي:Dipcadi viride) هو نوع من النباتات يتبع جنس البريط من الفصيلة الهليونية.